# Исмакаево
Исмака́ево (баш. Исмаҡай) — село в Белорецком районе Башкортостана, входит в состав Верхнеавзянского сельсовета.

## Географическое положение
Расстояние до:
- районного центра (Белорецк): 121 км,
- центра сельсовета (Верхний Авзян): 25 км,
- ближайшей ж.-д. станции (Улу-Елга): 50 км.

## История
До 17 декабря 2004 года село являлось административным центром упразднённого Исмакаевского сельсовета. 

## Население
| 2002 | 2009 | 2010 |
| ---- | ---- | ---- |
| 322  | ↗334 | ↘273 |

### Национальный состав
Согласно переписи 2002 года, преобладающая национальность — башкиры (98 %).

## Религия
В селе находится мечеть.

## Известные уроженцы
- Хамматов, Яныбай Хамматович (1925—2000) — советский и российский писатель. Заслуженный работник культуры РСФСР.